# Erebia ingana
Erebia ingana är en fjärilsart som beskrevs av Hans Fruhstorfer 1911. Erebia ingana ingår i släktet Erebia och familjen praktfjärilar. Inga underarter finns listade i Catalogue of Life.